# Хенрик Стефенс
Хенрик Стефенс (на датски: Henrik Steffens) е датско-германски философ и натуралист.

## Биография
Роден е на 1 май 1773 година в Ставангер, Норвегия, в семейството на военен лекар от Холщайн и съпругата му датчанка, което през 1787 година се премества в Копенхаген. Следва в Килския, Йенския и Фрайбургския университет, след което се връща в Копенхаген и със свои лекции оказва силно влияние върху появата на датския Романтизъм. Преподава в Университета на Хале (1804 – 1811), Бреслауския (1811 – 1832) и Берлинския университет, участва като доброволец в Наполеоновите войни след 1813 година. Близък е до Фридрих Вилхелм Йозеф Шелинг и Фридрих Шлайермахер, с които често си сътрудничи.
Хенрик Стефенс умира на 13 февруари 1845 година в Берлин.